# Вторая часть Гусмана де Альфараче
«Вторая часть Гусмана де Альфараче» — апокрифическое продолжение плутовского романа испанского писателя Матео Алемана «Гусман де Альфараче», опубликованное в 1602 году. Автор выступил под псевдонимом Матео Лухан де Сайяведра; Алеман был уверен, что под этим именем скрывается адвокат из Валенсии Хосе Марти.
Матео Лухан решил написать продолжение в связи с успехом оригинальной первой части романа. Предположительно он видел рукопись второй части, но его произведение заметно отличается от написанного Алеманом. Во «Второй части» сделан уклон в бытописание, а нравоучительная компонента выражена намного слабее, чем в оригинальном тексте. Лухан продемонстрировал определённый талант, хотя с точки зрения стиля его произведение является шагом назад по сравнению с романом Алемана.